# Agenda 2000
Agenda 2000 – nazywana również pakietem Santera, ponieważ została przedłożona Parlamentowi Europejskiemu przez Jacques’a Santera. Jest to poprzedzony przez tzw. Białą Księgę (7 lutego 1995), a opublikowany przez Komisję Europejską 16 lipca 1997 r. pakiet reform, który zawierał dwie podstawowe grupy zagadnień:
- Podjęcie rokowań z 10 krajami Europy Środkowej i Wschodniej (Bułgaria, Rumunia, Polska, Węgry, Słowacja, Czechy, Słowenia, Litwa, Łotwa, Estonia) o przystąpieniu do Unii Europejskiej[1].
- Propozycje dotyczące funkcjonowania Unii – średnioterminowe finansowanie Wspólnoty, reforma polityki rolnej oraz przedłużenie działania funduszy strukturalnych i funduszu kohezyjnego[1].

Dokument zawiera także opinie Komisji Europejskiej dotyczące wniosków o członkostwo w UE 10 państw Europy Środkowej i Wschodniej. Opinie przyjęte później przez Radą Europejską w Luksemburgu 12/13 grudnia 1997 były podstawą decyzji rozpoczęcia 30 marca 1998 rokowań akcesyjnych z państwami określanymi mianem grupy luksemburskiej. Dokument został przyjęty przez Radę Europejską w marcu 1999 roku w Berlinie.